# Hymenanthera crassifolia
Espèce
Synonymes
- Hymenanthera crassifolia Hook. f.[2] [3]
- Melicytus crassifolius (Hook.f.) Garn.-Jones (préféré par BioLib)[3]

Hymenanthera crassifolia est une espèce de plantes à fleurs de la famille des Violaceae découverte en Nouvelle-Zélande.